# Opopaea cornuta
Espèce
Opopaea cornuta est une espèce d'araignées aranéomorphes de la famille des Oonopidae.

## Distribution
Cette espèce se rencontre en Chine, au Japon dans l'archipel Nansei, à Taïwan et au Laos.

## Description
La femelle holotype mesure 1,97 mm et le mâle paratype 1,83 mm

## Systématique et taxinomie
Cette espèce a été décrite par Yin et Wang en 1984.

## Publication originale
- Yin & Wang, 1984 : « On some Oonopidae from southern China (Araneae). » Journal of Hunan Teachers' College,  Natural science edition, vol. 1984, no 3, p. 51-59.